# Vanda (gênero)
Vanda é um gênero na família das orquídeas ( Orchidaceae ), que, embora não massivo (cerca de 80 espécies ), é um dos gêneros mais comumente encontrados no mercado. Este gênero e seus aliados são considerados entre os mais especificamente adaptados de todas as orquídeas dentro das Orchidaceae. O gênero é altamente apreciado na horticultura por suas flores vistosas, perfumadas, duradouras e intensamente coloridas.  espécies de Vanda são generalizadas em toda a Ásia Oriental , Sudeste Asiático e Nova Guiné , com algumas espécies que se estendem para Queensland e algumas das ilhas do Pacífico ocidental.

## Biologia
O nome "Vanda" é derivado do nome sânscrito (वन्दाका)  para a espécie Vanda roxburghii . 
Estas orquídeas principalmente epífitas , mas às vezes litófitas ou terrestres , são distribuídas na Índia , Himalaya , Sudeste Asiático , Indonésia , Filipinas , Nova Guiné , sul da China e no norte da Austrália .
O gênero tem um hábito de crescimento monopodial com folhas altamente variáveis de acordo com o habitat . Alguns têm folhas planas, tipicamente largas, ovoides (folhas de fita), enquanto outras têm folhas cilíndricas (terete), carnudas e adaptadas a períodos secos. As hastes dessas orquídeas variam consideravelmente em tamanho; Alguns são plantas em miniatura e alguns têm um comprimento de vários metros. As plantas podem se tornar bastante maciças no habitat e no cultivo, e as espécies epífitas possuem sistemas radiculares aéreos muito grandes e divertidos.
As poucas ou muitas flores achatadas crescem em uma inflorescência lateral . A maioria mostra uma cor marrom-amarela com marcas marrons, mas elas também aparecem em tons brancos, verdes, laranja, vermelho e borgonha. O lábio tem um pequeno esporão. Asespécies de Vanda geralmente florescem a cada poucos meses e as flores duram duas a três semanas.
Muitas orquídeas Vanda (especialmente V. coerulea ) estão em perigo e nunca foram comuns, porque geralmente são raramente encontradas em habitat e crescem apenas em áreas de floresta perturbadas com altos níveis de luz e são severamente ameaçadas e vulneráveis à destruição do habitat.  A exportação de espécimes recolhidos selvagens da orquídea azul ( V. coerulea ) e outras espéciesselvagens de Vanda é proibida em todo o mundo, uma vez que todas as orquídeas estão listadas no Apêndice II da Convenção sobre o Comércio Internacional de Espécies Ameaçadas de Extinção .

## Cultivo
Este gênero é um dos cinco gêneros de orquídeas mais importantes do ponto de vista horticultural, porque possui algumas das flores mais magníficas encontradas na família das orquídeas. Isto contribuiu muito para o trabalho de hibrístas produzindo flores para o mercado de flores cortadas. V. coerulea é uma das poucas orquídeas botânicas que podem produzir variedades com flores azuis (na verdade, um roxo muito azulado), uma propriedade muito apreciada pela produção de híbridos interespecíficos e intergenitores.
A cor azul é rara entre as orquídeas, e apenas Thelymitra crinita , uma espécie terrestre da Austrália, produz flores que são verdadeiramente "azuis" entre as orquídeas, sendo a outra Aganisia cyanea , uma espécie de planície do norte da América do Sul que é difícil de cultivar, Mas tem flores metálicas azuis. Ambas as espécies, bem como a Vanda , também têm um matiz azul-púrpura para as pétalas internas das flores.
V. dearei é uma das principais fontes de cor amarela nos híbridos Vanda . Vanda 'Miss Joaquim' , uma variedade Vanda terrestre e híbrido natural com folhas terete (cilíndricas), é a flor nacional de Cingapura .
As plantas não possuem pseudobulbos, mas possuem folhas coriáceas e resistentes à seca. Quase todas as espécies deste gênero são epífitas muito grandes encontradas em áreas perturbadas no habitat e preferem níveis de luz muito altos, as plantas com grandes sistemas radiculares. Algumas dessas espécies têm um hábito monopodial de crescimento similar à videira, e as plantas podem rapidamente se tornar bastante maciças.
Essas plantas preferem condições consistentes no dia-a-dia em cultivo para evitar deixar cair as folhas do fundo. As espécies epífitas são melhor acomodadas em grandes cestas de madeira, enraizadas, que permitem os grandes sistemas de raiz aérea. Perturbando ou danificando as raízes das grandes e maduras plantas de orquídeas vandáceas e, em particular, as espécies de Vanda e Aerides , podem resultar em plantas que falham em flores e diminuir para uma estação ou mais. Essas plantas não toleram distúrbios ou danos de seus sistemas radiculares no cultivo quando se tornam maduros. As espécies terrestres de folhas de terete são muito fáceis de cultivar.
Quando cultivadas de forma desencapada, as espécies epífitas requerem rega diária e alimentação semanal e são alimentadores muito pesados no cultivo. Eles podem ser crescidos fora do horário no Havaí e outros, desde que tenham um pouco de sombra.